# Castro do Vieito
Castro do Vieito est une agglomération indigène (désigné localement de castro) de la fin du Ier siècle av. J.-C./débuts du Ier siècle, contemporain du début de l'occupation de la région par les romains.
Situé dans l'estuaire du rio Lima, sur la rive droite de ce fleuve, dans le nord-ouest du Portugal, commune de Perre, district de Viana do Castelo.
Le site a été affecté par la construction de l'autoroute A28, et a fait l'objet d'une fouille archéologique de sauvetage en 2004-2005 sur une surface de près de 15 000 m2. Une enceinte fut alors dégagée avec à l'intérieur une petite grotte artificielle, connue de "Cova dos Mouros" (Trou des Maures).
Un centre archéologique a été ouvert au public le 16 septembre 2017.